# Obrona Placówki
Obrona Placówki, znana również jako „Warszawskie Termopile” – starcie zbrojne stoczone podczas kampanii wrześniowej 1939 roku, miało miejsce w trakcie przebijania się resztek Armii „Poznań” do Warszawy.
W nocy z 19 na 20 września I batalion 30 Pułku Strzelców Kaniowskich (I/30 pp), wchodzący w skład garnizonu Warszawy, obsadził zalesione wzgórza między wsiami Placówka i Młociny. Miał za zadanie zabezpieczyć szosę z Modlina do Warszawy i wesprzeć wycofujące się znad Bzury oddziały gen. Tadeusza Kutrzeby. Następnego dnia nawiązano kontakt z 25 Dywizją Piechoty, której dowódca gen. Franciszek Alter rozkazał batalionowi opuścić dotychczasowe pozycje i obsadzić Placówkę. Tymczasem 21 września niemiecka 24 Dywizja Piechoty rozpoczęła natarcie w kierunku Placówki i Młocin, usiłując przeciąć szosę modlińską. Po zaciekłej walce I/30 pp został niemal całkowicie zniszczony. Poległo lub dostało się do niewoli blisko 500 polskich żołnierzy, w tym dowódca batalionu mjr Bronisław Kamiński. Zniszczony został także III batalion 29 Pułku Strzelców Kaniowskich, który bronił się na sąsiednim wzgórzu 109.
Bój o Placówkę zakończył się niemieckim zwycięstwem. Niemniej dzięki poświęceniu obu batalionów główne siły polskich 25 DP i 15 DP zdołały jeszcze tego samego wieczora przedostać się do Warszawy.

## Preludium
30 Pułk Strzelców Kaniowskich (30 pp) był częścią 10 Dywizji Piechoty. Wojnę obronną 1939 roku rozpoczął wraz z całą dywizją w składzie Armii „Łódź”. 8 września wziął udział w bitwie pod Wolą Cyrusową, w której poniósł ciężkie straty i utracił łączność z macierzystą dywizją. Dowództwo nad zdziesiątkowaną jednostką objął mjr Bronisław Kamiński. Okrężną drogą – przez Mszczonów, Leszno, Nowy Dwór Mazowiecki, Legionowo, Jabłonnę i Starą Miłosnę – 30 pp zdołał dotrzeć do Warszawy. Do miasta wmaszerował w nocy z 13 na 14 września, po czym został ześrodkowany w Cytadeli Warszawskiej. Po dwóch tygodniach walk i odwrotu jego siły stopniały do niespełna 250 żołnierzy.
W Warszawie dowództwo nad 30 pp objął ponownie ppłk Stanisław Rutkowski. Tymczasem między 14 a 16 września mjr Kamiński zdołał wielkim wysiłkiem sformować z zebranych żołnierzy pułku oraz z innych rozbitych jednostek pełny batalion piechoty (liczący trzy kompanie piechoty i kompanię ckm-ów). Odtworzono ponadto część pododdziałów pułkowych: pluton artylerii, kompanię ppanc. (14 armat), pluton pionierów, pluton kolarzy, niepełny pluton zwiadowców konnych oraz dwa niepełne plutony łączności. I batalion 30 pp został oddany do dyspozycji dowódcy odcinka „Warszawa-Zachód” płk. Mariana Porwita. Początkowo wchodził w skład odwodu odcinka. 18 września zajął pozycje obronne w rejonie ulic Konwiktorskiej, Muranowskiej i Sanguszki.
Tymczasem 9 września armie „Poznań” i „Pomorze” rozpoczęły zwrot zaczepny nad Bzurą. Na wieść o toczącej się bitwie, wielu wyższych oficerów Armii „Warszawa” i Dowództwa Obrony Warszawy domagało się podjęcia akcji ofensywnej na zachodnim przedpolu stolicy, której celem byłoby odciążenie wojsk walczących nad Bzurą. Dowódca Armii „Warszawa”, gen. Juliusz Rómmel, był jednak temu zdecydowanie przeciwny. Po wielu dniach zwłoki wyraził zgodę jedynie na zorganizowanie lokalnego wypadu. Uderzenie na Blizne i Jelonki, przeprowadzone 18–19 września siłami trzech batalionów piechoty pod dowództwem ppłk. Leopolda Okulickiego, przyniosło jedynie skromne zdobycze terenowe. Nie wpłynęło też w odczuwalny sposób na położenie armii „Poznań” i „Pomorze”.
18 lub 19 września płk Porwit rozkazał I/30 pp obsadzić porośnięte lasem wzgórza między wsiami Placówka i Młociny. Mjr Kamiński miał zorganizować tam samodzielny, wysunięty punkt oporu, zdolny do prowadzenia obrony okrężnej. Jego głównym zadaniem było uniemożliwienie Niemcom przerwania szosy Warszawa–Modlin, aby ułatwić oddziałom Armii „Poznań” i „Pomorze” przedzieranie się przez Puszczę Kampinoską do Warszawy.

## Opanowanie wzgórz 109 i 101
Wieczorem 19 września mjr Kamiński udał się na stanowisko dowodzenia IV/360 pp przy ul. Potockiej, gdzie zapoznał się z rozmieszczeniem polskich oddziałów w rejonie planowanej akcji. Przydzielono mu również przewodników, którzy mieli przeprowadzić batalion przez pola minowe. W związku z planowaną akcją I/30 pp został wzmocniony baterią artylerii lekkiej, kompanią ppanc., plutonem kolarzy i plutonem pionierów.
Późnym wieczorem 19 września batalion – poruszając się w szyku rozczłonkowanym, aby uniknąć ognia niemieckiej artylerii – przemaszerował w rejon Centralnego Instytutu Wychowania Fizycznego. Tam odbyła się odprawa z udziałem dowódców pododdziałów. Rozpoznanie ustaliło, że Niemcy obsadzili rejon Młocin. W tej sytuacji mjr Kamiński rozkazał przeprowadzić nocny atak siłami dwóch kompanii piechoty. 1. kompania wraz z plutonem ckm-ów miała osiągnąć folwark Młociny, a następnie skręcić na południowy zachód i rozpoznać Placówkę. Z kolei 2. kompania, również wsparta plutonem ckm-ów, miała osiągnąć wieś Młociny, a następnie skręcić na zachód i rozpoznać Wólkę Węglową. 3. kompania wraz z resztą 1. kompanii ckm-ów miały zatrzymać się wraz z dowództwem batalionu w folwarku Młociny, stanowiąc odwód.
I/30 pp rozpoczął wypad 20 września około godziny 5:00 rano. Jego 2. kompania bez przeciwdziałania ze strony przeciwnika osiągnęła Młociny, po czym zgodnie z planem skierowała się na zachód. O świcie, między Młocinami a Wólką Węglową, Polacy napotkali i rozproszyli zaskakującym atakiem niemiecki oddział. W trakcie walki zdobyto pewną liczbę czołgów, samochodów i motocykli. Straty własne również były poważne. Poległ m.in. szef kompanii, sierż. Kucharski, a dowódca plutonu ckm-ów, ppor. Raabe, został ranny. Na rozkaz dowódcy batalionu kompania wstrzymała marsz na Wólkę Węglową, a następnie wycofała się w rejon na południe od Młocin.
W tym samym czasie 1. kompania osiągnęła folwark Młociny, po czym ruszyła na Placówkę. W odległości około 300-400 metrów od wsi polscy żołnierze znaleźli się pod ogniem moździerzy i broni maszynowej. Kompania zaległa na otwartym terenie, po czym podjęła walkę ogniową. Kontynuowanie boju w świetle dnia nie rokowało szans powodzenia, stąd pod osłoną własnych moździerzy oraz odwodowej kompanii ckm-ów piechurzy przystąpili do odwrotu.
Ostatecznie rankiem 20 września I/30 pp obsadził zachodni skraj Lasu Młocińskiego wraz ze wzgórzami 101 i 109. Udało się dzięki temu osłonić Młociny od strony Wólki Węglowej i zabezpieczyć szosę Modlin–Warszawa. Pozycje I/30 pp były przez cały dzień nękane atakami niemieckiego lotnictwa i artylerii. Autorzy opracowania Historia Kaniowszczyków podają, że Niemcy kilkukrotnie przypuścili słabe ataki od strony Placówki, które z łatwością odparto.

## Przybycie oddziałów Armii „Poznań”
Wieczorem 16 września, w obliczu zdecydowanego pogorszenia się położenia własnych wojsk, dowódca Armii „Poznań” gen. Tadeusz Kutrzeba rozkazał przerwać natarcie na Łowicz i stopniowo wycofać wszystkie siły do Puszczy Kampinoskiej. 19 września wykrwawione 25 DP i 15 DP zebrały się w okolicach Palmir. Tego samego popołudnia gen. Kutrzeba wydał jednostkom Armii „Poznań” rozkaz przebijania się do Warszawy. 25 DP miała obsadzić rejon Młociny – Buraków – Łomianki, a następnie zorganizować obronę na linii: las Wólka Węglowa – las Buraków Mały (frontem na północ). 15 DP miała natomiast maszerować przez Sieraków, Laski i Wawrzyszew.
W nocy z 19 na 20 września obie dywizje opuściły rejon Palmir, kierując się na Warszawę. 25 DP, która maszerowała szosą modlińską, nie napotkała większego oporu. Jedynie osłaniający jej skrzydło batalion strzelców napotkał i rozbił we wsi Dąbrowa niemiecki pododdział. Z kolei 15 DP nie zdołała przełamać niemieckich pozycji obronnych w Laskach. W konsekwencji jej dowódca, gen. Zdzisław Przyjałkowski, przesunął główne siły dywizji na oś marszową 25 DP. Szosą przez Młociny dotarły one na przedpola Bielan (w rejon Lasu Bielańskiego i Centralnego Instytutu Wychowania Fizycznego).
Rankiem 20 września 25 DP zajęła pozycje obronne w rejonie Młocin i Burakowa. Jej 56 pp nawiązał kontakt z I/30 pp. Istniała obawa, że ostrzał z zajętej przez Niemców Wólki Węglowej zablokuje oddziałom Armii „Poznań” drogę do Warszawy. Z tego powodu w godzinach przedpołudniowych dowódca 25 DP, gen. Franciszek Alter, wydał rozkaz zdobycia wsi. Bezpośredni szturm na Wólkę Węglową miał przeprowadzić III batalion 29 Pułku Strzelców Kaniowskich (III/29 pp), wchodzący w skład 25 DP. Jednocześnie gen. Alter rozkazał mjr. Kamińskiemu, by ten uderzeniem na Placówkę wsparł natarcie na Wólkę Węglową. Dowódca batalionu bez porozumienia z płk. Porwitem zdecydował się wykonać rozkaz.
Rozpoczęte tego samego dnia natarcie III/29 pp nie zdołało wyprzeć Niemców z Wólki Węglowej. Na skutek niemieckiego przeciwuderzenia batalion był zmuszony wycofać się w rejon wzgórza 109. Przez resztę dnia pozycje 25 DP były nękane atakami niemieckiego lotnictwa i artylerii. Tymczasem w nocy z 20 na 21 września (według innych relacji – tuż przed świtem 21 września) I/30 pp bez walki zajął Placówkę, z której Niemcy zawczasu się wycofali. Jego dotychczasowe pozycje w rejonie wzgórza 109 obsadził III/29 pp. W odwodzie, w rejonie Młocin, gen. Alter pozostawił II/29 pp oraz 9 bs.

## Bój o Placówkę

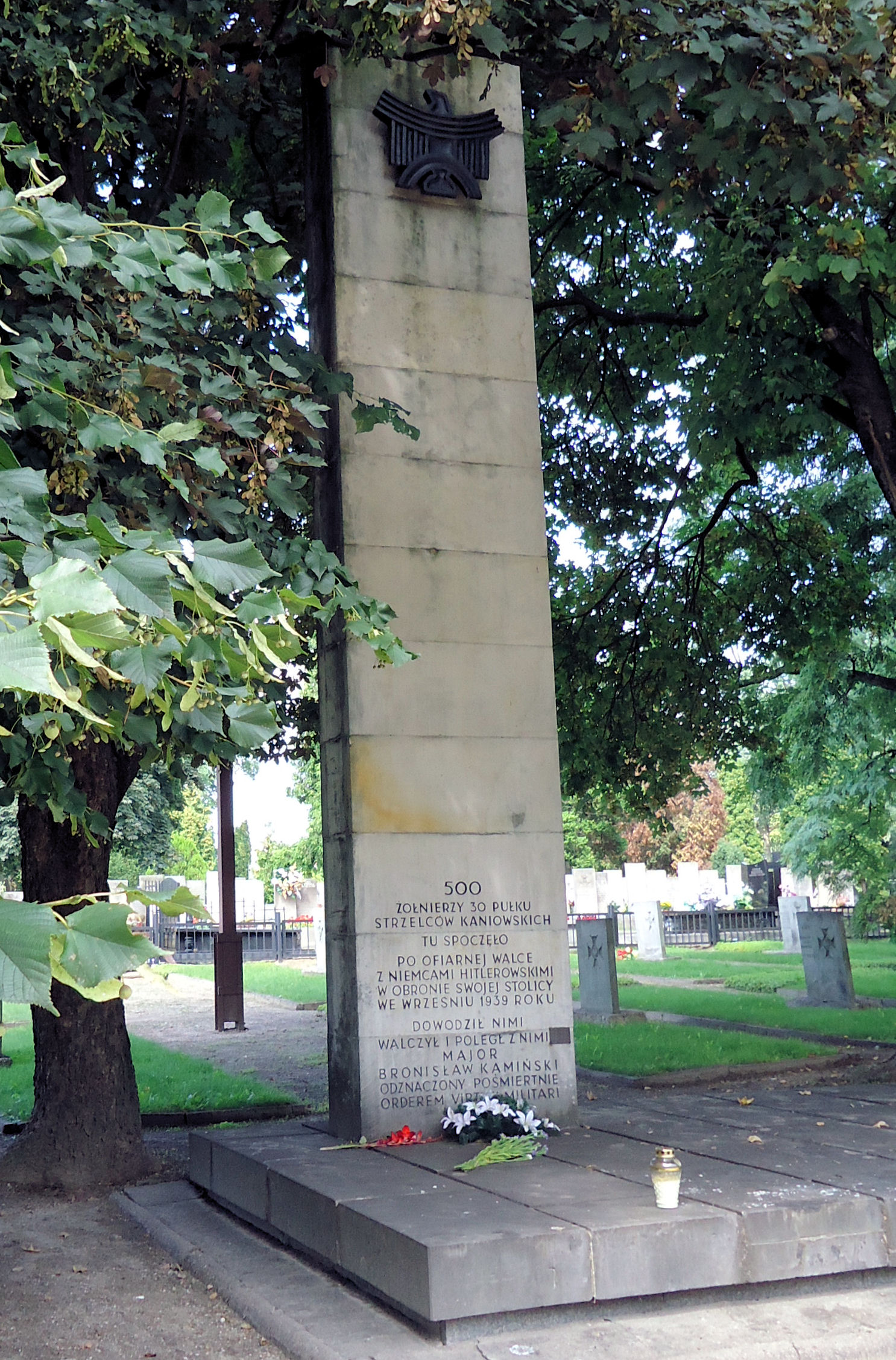
Pomnik żołnierzy 30 pp na cmentarzu Wawrzyszewskim. Spoczywa tam ponad 500 poległych żołnierzy pułku, w tym mjr Bronisław Kamiński

Po obsadzeniu Placówki mjr. Kamiński przystąpił do organizowania ośrodka oporu, skierowanego frontem na północ i zachód. Przed zabudowaniami wsi, od strony północno-zachodniej – frontem na Wólkę Węglową − zajęła pozycje 1. kompania pod dowództwem por. Karola Langego, wzmocniona plutonem ckm-ów. Na południowo-zachodnim skraju wsi, frontem na Gać, stanęła 2. kompania pod dowództwem por. Antoniego Raka, również wzmocniona plutonem ckm-ów. Na przedniej linii obrony zorganizowano łącznie dwanaście okopanych stanowisk dla karabinów maszynowych i taką samą liczbę okopanych stanowisk dla armat ppanc. W odwodzie pozostawiono 3. kompanię pod dowództwem kpt. Tadeusza Rudowskiego oraz resztę 1. kompanii ckm-ów pod dowództwem por. Józefa Wielgomasza. Zajęły one pozycje w niewielkim lasku, na północnych wylotach z Placówki. Mjr Kamiński urządził swoje stanowisko dowodzenia w aptece Gessnera, która znajdowała się w środkowej części wsi.
Pozycja w Placówce była znacznie mniej dogodna do obrony, niż wzgórza 109 i 101. Wieś leżała bowiem w obniżeniu terenu, co dawało Niemcom dobry wgląd w polskie stanowiska. W dodatku układ jej zabudowy wymuszał rozciągnięcie polskich pododdziałów. Z relacji ocalałych żołnierzy I/30 pp wynika, że mimo wcześniejszego przydzielenia baterii artylerii lekkiej, batalion z nieznanych przyczyn nie otrzymał żadnego wsparcia artyleryjskiego.
Tymczasem dowódca niemieckiej 24 DP, gen. Friedrich Olbricht, planował przeprowadzić 21 września koncentryczne uderzenie siłami dwóch pułków piechoty. Jego celem było przecięcie szosy modlińskiej i odcięcie Armii „Poznań” drogi odwrotu do Warszawy. Zadanie zdobycia Placówki, folwarku Młociny i pobliskich wzgórz otrzymał 31 pp pod dowództwem płk. Heinricha Krampfa. Drugi pułk miał nacierać na północ od Wólki Węglowej.
Wczesny ranek 21 września upłynął spokojnie. Nienaturalna wręcz cisza wywołała pewną nerwowość w polskich szeregach. Mjr Kamiński wysłał w kierunku Wólki Węglowej kilkuosobowy patrol pod dowództwem ppor. Karola Bischoffa. Zaobserwowawszy, że Niemcy zajmują stanowiska na skraju wsi, ppor. Bischoff zawrócił do własnych pozycji. Mjr Kamiński rozkazał 2. kompanii wysłać patrol w kierunku Gaci, lecz rozkazu tego nie zdążono wykonać przed rozpoczęciem niemieckiego natarcia.
Około 9:30, gdy mjr Kamiński przeprowadzał inspekcję pozycji obronnych, na Placówkę spadła nawała ogniowa. Ostrzał prowadziło blisko 70 dział i moździerzy oraz liczne karabiny maszynowe. Zabudowania wsi stanęły w ogniu. Niemiecka artyleria precyzyjnym ostrzałem niszczyła zidentyfikowane gniazda oporu. Część polskich piechurów, nie będąc w stanie wytrzymać ostrzału, przystąpiła do odwrotu. Około 10:00 do natarcia ruszyła niemiecka piechota. Siłami dwóch batalionów 31 pp atakowała ona od strony Wólki Węglowej i Gaci.
Niemcy wdarli się do wsi, w której rozpoczęły się zacięte walki. Walczono na najbliższe odległości, przy użyciu bagnetów, łopatek saperskich i granatów ręcznych. Straty po obu stronach były poważne. Poległa lub odniosła rany większość żołnierzy 2. kompanii I/30 pp. Jej dowódca por. Rak został ranny. Dostrzegając, że obrona na tym odcinku bliska jest załamania, dowódca 1. kompanii por. Lange rzucił na pomoc sąsiedniej kompanii wszystkie swoje odwody. Jednocześnie mjr Kamiński osobiście poprowadził kontratak siłami 3. kompanii i 1. kompanii ckm-ów. Ze względu na liczebną i techniczną przewagę przeciwnika nie przyniósł on powodzenia. W krótkim odstępie czasu polegli mjr Kamiński, kpt. Rudowski oraz adiutant batalionu por. Wacław Teichfeld.
Resztki I/30 pp wycofały się w rejon wzgórza 109, na którym okopał się III/29 pp. Na rozkaz dowódcy 29 pp, ppłk. Floriana Gryla, podjęto kolejną próbę kontrataku. Polacy wdarli się do Placówki, w której rozgorzała zaciekła walka. Poległ wtedy por. Lange, a por. Wielgomasz został ranny.
Niemcy wyparli Polaków z Placówki. Walki przeniosły się następnie w rejon wzgórza 109. Na dobrze umocnionych pozycjach Polacy przez kilka godzin odpierali niemieckie natarcia. Po południu Niemcy zbliżyli się do folwarku Młociny i zaatakowali polskie pozycje w pasie między szosą młocińską a wzgórzem 109. Kontratak odwodami 29 pp zdołał wyprzeć Niemców ze wschodniej części Lasu Młocińskiego. Bój trwał jeszcze kilka godzin. Ostatecznie około 23:00, w obawie przed ostrzelaniem własnych oddziałów, Niemcy cofnęli się w rejon wzgórza 109. Podobnie jak wcześniej I/30 pp, także III/29 pp został tego dnia niemal doszczętnie zniszczony.

## Epilog
I/30 pp. de facto przestał istnieć. Poległo lub dostało się do niewoli blisko 500 polskich żołnierzy. Wśród poległych byli: dowódca batalionu – mjr Bronisław Kamiński, dowódcy 1. i 3. kompanii – por. Karol Lange i kpt. Tadeusz Rudowski, adiutant batalionu – por. Wacław Teichfeld. Ranni zostali m.in. dowódca 2. kompanii – por. Antoni Rak, dowódca 1. kompanii ckm – por. Józef Wielgomasz, dowódca pułkowego plutonu artylerii – kpt. Wacław Borkiewicz. Także III/29 pp uległ tego dnia niemal całkowitemu zniszczeniu.
Dzięki poświęceniu obu batalionów główne siły 25 DP i 15 DP były jednak w stanie wycofać się na Bielany, skąd wieczorem 21 września wmaszerowały do Warszawy. Do stolicy dotarli również żołnierze II/29 pp i 9 bs, którzy korzystając z wcześniejszego wycofania się Niemców zdołali oderwać się od przeciwnika i po drodze stoczyli tylko kilka drobnych potyczek. Tej samej nocy do Warszawy powrócili ocalali żołnierze I/30 pp. Wcielono ich do odtwarzanego II/30 pp.
22 września przed południem niemiecka 24 DP ruszyła do natarcia na Młociny oraz las między Młocinami a Burakowem. Nie napotykając już oporu ze strony Polaków, dotarła w południe do Wisły. Szosa modlińska została zablokowana. Tego dnia żołnierze Wehrmachtu dokonali w Młocinach zbrodni na ludności cywilnej. Podpalili murowany dom należący do rodziny Grzechocińskich i zastrzelili sześciu polskich mężczyzn wyciągniętych z jego piwnicy. Prawdopodobnie niektóre ranne ofiary tej egzekucji zostały zakopane żywcem w zbiorowym grobie. Pozostałych mieszkańców wsi pognano do obozu przejściowego w Izabelinie, gdzie na skutek fatalnych warunków bytowych zmarło dwoje małych dzieci.
Wojska gen. Kutrzeby przedzierały się do Warszawy bez łączności i współdziałania z Armią „Warszawa”. I/30 pp był jedyną jednostką garnizonu stolicy, która udzieliła im realnego wsparcia. Z tego powodu płk Marian Porwit był zdania, że wykrwawiając się w obronie Placówki batalion ten „spłacił część długu Armii »Warszawa« wobec armii »Poznań« i »Pomorze«”. Bój o Placówkę bywa określany mianem „Warszawskich Termopil”.

## Upamiętnienie

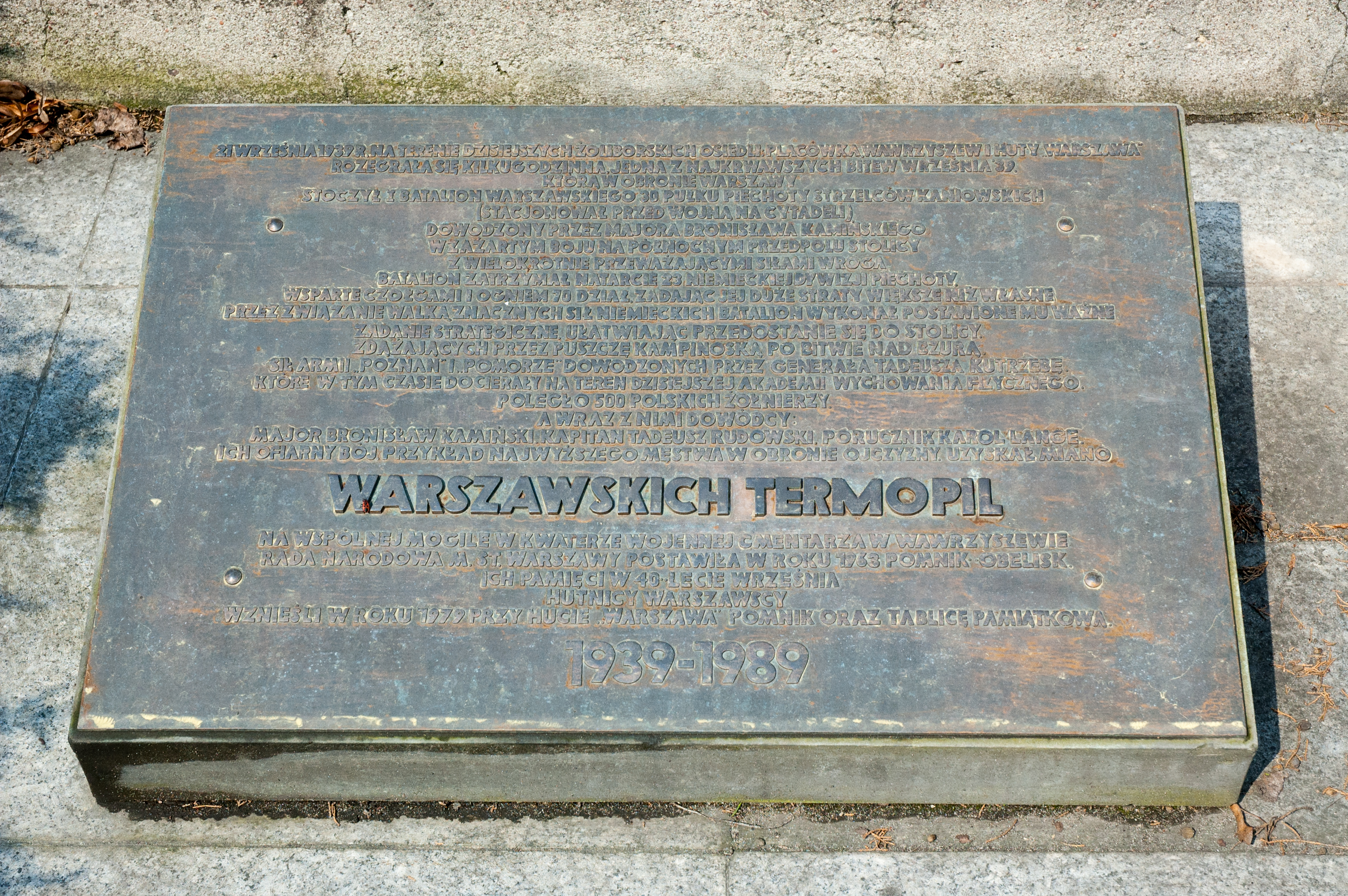
Tablica z inskrypcją stanowiąca fragment pomnika „Warszawskich Termopil”

Po wojnie miejsce bitwy znalazło się na obszarze przeznaczonym pod budowę Huty Warszawa (od 2005 ArcelorMittal Warszawa).
9 czerwca 1963 roku w kwaterze wojennej na cmentarzu Wawrzyszewskim odsłonięto pomnik ku czci żołnierzy 30 Pułku Strzelców Kaniowskich, którzy polegli we wrześniu 1939 roku.
W 1979 roku na skwerze przy Hutcie Warszawa odsłonięto pomnik projektu Bolesława Kowalskiego, upamiętniający bój stoczony przez żołnierzy I/30 pp w obronie Placówki. Pomnik wznieśli w czynie społecznym pracownicy huty. W 1997 roku skwerowi nadano nazwę 30 Pułku Strzelców Kaniowskich.